# Projecció tèrmica HVOF
La projecció tèrmica HVOF és un procediment o tècnica de la projecció tèrmica. Consisteix a projectar partícules que són foses en un procés de combustió i posteriorment accelerades en una tovera convergent-divergent assolint velocitats dels gasos superiors a la velocitat del so. L'alta energia cinètica de les partícules en el moment d'impacte produeix recobriments densos i resistents, mentre que el poc temps de residència de la partícula en la flama (de l'ordre de microsegons) disminueix la quantitat d'òxids o efectes negatius per a la composició química del material a projectar. Hi ha diversos paràmetres per controlar el procés com la química de la combustió o la temperatura del substrat. Per evitar el sobreescalfament del substrat aquest pot ser refredat amb aire, CO₂ o altres gasos.
Les sigles HVOF signifiquen: High Velocity Oxy-Fuel.